# Патрульні катери типу «Флювефіскен»
Флювефіскен (дан. Flyvefisken — укр. летюча риба) — модульні, побудовані за схемою StanFlex, патрульні катери створені в інтересах Королівських військово-морських сил Данії. Цей тип також відомий як Standard Flex 300 або SF300.

## Будова
Серія багатоцільових катерів Standard Flex 300, була побудована протягом 1985—1996 років, для заміни відразу трьох типів кораблів: 6 торпедних катерів типу Søløve, 6 тральщиків Sund та 8 патрульних катерів типу Daphne. Це стало можливим завдяки іноваційній модульній системі StanFlex.

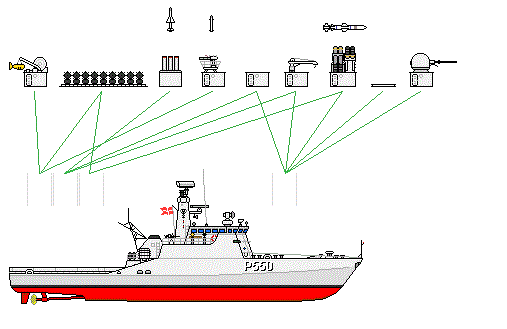

Модульна система StanFlex передбачає створення єдиного уніфікованого корпусу корабля з гніздами (слотами) для встановлення спеціального обладнання та озброєнь у стандартизованих контейнерах (модулях). Завдяки цьому один корабель може бути налаштований, зазвичай протягом не більше 48 годин, для виконання різних завдань, зокрема:
- Спостереження, вивчення забруднення навколишнього середовища
- Бойовий
- Мінний тральщик (MCM)
- Мінний загороджувач

Контейнери мають підпалубні габарити 3,5×3×2,5 м. Один модуль знаходиться в носовій частині корабля, три інших — в кормовій частині за надбудовою та димовими трубами. Кожен модуль має стандартні роз'єми підключення до електричної мережі та системі управління. Озброєння та обладнання встановлюється в надпалубній частині модуля, а електронні та електромеханічні пристрої — у підпалубній. Не зайняте модулем гніздо (слот) закривають спеціальною кришкою. Для встановлення одного модуля потрібен кран вантажопідйомністю 15 тон та близько 30 хвилин часу. Налаштування обладнання і програмного забезпечення забирає кілька годин.
Були створені такі типи змінних модулів:
- 76-мм артилерійська установка «ОТО Мелара»;
- Установка вертикального пуску Mk 48 mod 3 на 6 ЗКР «Sea Sparrow»;
- Дві счетверені пускові установки ПКР «Harpoon» Block 1С
- Два 533-мм торпедних апарата для торпед Bofors TP613
- Підйомний кран і пост управління підводними апаратами;
- Система мінних постановок (з боєзапасом до 60 мін).

Корпус корабля композитний, складається із шарів склопластика між якими знаходиться спінений полівінілхлорид. За такою технологією зроблена весь корпус — від кіля й до верхівки щогли. Серед переваг цього матеріалу — зменшення поточних витрат на експлуатацію корабля та зменшення магнітної сигнатури, що важливо для мінних тральщиків. Вже через 20 років за цією ж технологією були виготовлені кораблі типу Diana та -Holm.
Рушійна установка зроблена за схемою CODAG (комбінована газотурбінна-дизельна): форсажний двигун, газова турбіна General Electric LM500 потужністю 5450 к.с., працює на центральний п'ятилопатевий гвинт постійного кроку. Два дизелі MTU 16V 396TB94 сукупною потужністю 5670 к.с. працюють на два бічних гвинта змінного кроку (кожен на свій гвинт). Також наявний носовий пристрій для підрулювання та стабілізатор гойдання з висувними заспокійниками гойдання та системою цистерн. Управління рушійною установкою виконує систем Lyngso Marine.

## Варіанти комплектації
Передбачені такі варіанти комплектації кораблів:
- Патрульний корабель;
- Ракетний корабель;
- Протичовновий корабель;
- Тральщик — шукач мін;
- Мінний загороджувач;
- Судно спостереження і контролю за станом навколишнього середовища.

Базовим є варіант патрульного корабля. Він передбачає:
- 76-мм артилерійську установку в носовому слоті;
- Контейнери для зберігання обладнання в двох кормових слотах;
- Підйомний кран, для використання у рятувальних операціях і спуску на воду надувного моторного човна групи огляду.

У найбільш складному варіанті тральщика на кораблі встановлюють:
- 76-мм АУ в носовій частині;
- УВП ЗКР «Сі Спарроу» в одному з кормових слотів;
- Пост IBIS-43 для управління самохідними телекерованими катерами, кожен з яких буксирує підводний апарат з ГАС бокового огляду TSM 2054;
- Кран для спуску на воду моторного човна, яким користуються водолази-підривники;
- 1-2 керованих підводних апарати «Double Eeagle[en]», що розміщені на палубі.

## Озброєння

### Бойова інформаційна система
Управління озброєнням здійснюється з бойового інформаційного посту, де встановлені 3-6 пультів операторів (Standard Console Type IIA фірми «Terma Elektronik»). Кожен пульт оснащений двома кольоровими дисплеями для відображення даних від різних сенсорів та інформації про роботу обладнання і бойову обстановку в реальному масштабі часу.
Бойова інформаційна система (C3I) розроблена компаніями Saab Systems і Terma Elektronik. Вона являє собою мережу розподілених процесорів, пов'язаних мережею Ethernet (IEEE 802.3). Відкрита архітектура дозволяє додавати нове озброєння і устаткування шляхом додавання в мережу нових вузлів. Програмне забезпечення написано на мові Ada.
Система управління зброєю Celchis Tech 9LV 200 (Saab Systems 9LV Mk3) призначена для керування вогнем артилерійської установки і ЗКР «Сі Спарроу» по двох незалежних каналах. Один з каналів використовує РЛС (на перших семи кораблях — AWS-6G, на інших — TRS-3D/16G), інший — оптоелектронні засоби виявлення і супроводу (інфрачервону і телевізійну камери, лазерний далекомір).
ВМС Данії почали роботи по модернізації програми бойової інформаційної системи корабля. Нова система отримала назву C-FLEX. Доопрацюванням програмного забезпечення займалися данські компанії Terma і Systematic, а Maersk Data Defence (колишня Infocom) розробляла консолі і мережеві пристрої.
Поряд з поліпшеною функціональністю, C-FLEX дозволила працювати з зенітними ракетами ESSM і протикорабельними ракетами Harpoon Block II з можливістю завдання ударів по наземних об'єктах. Випробування C-FLEX проводилися HDMS Lommen, а в лютому 2004 року вона була прийнята на озброєння.

### Ракетне озброєння
Основною протикорабельною зброєю є ракета «Гарпун» (8 одиниць в двох чотирьохконтейнерних пускових установках). Ракета має інерційну систему наведення, яка діє на маршовій ділянці траєкторії, і активне радіолокаційне самонаведення на кінцевій ділянці. Дальність стрільби складає 120 км, маса бойової частини — 220 кг.
Основною зброєю системи ППО є ракета «Сі Спарроу» в установках вертикального пуску Mk48 mod 3 (встановлюєть на ракетні катери, тральщики і мінні загороджувачі). УВП розрахована на 6 ракет. Дальність стрільби складає 14 км, система наведення — напівактивна радіолокаційна.

### Артилерія
76-мм артилерійська установка OTO Melara має швидкострільність 120 пострілів на хвилину і дальність стрільби 16 км.

### Торпеди та міни
Для боротьби з надводними цілями на кораблях встановлюють два 533-мм торпедні апарати з керованими по дротах торпедами Bofors TP613 з пасивним самонаведенням. Для протичовнових операцій встановлюють протичовнові торпеди і бомбоскидачі. Для мінних постановок кораблі оснащують мінними шляхами і боєзапасом 60 глибинних бомб.

### Засоби протидії
Для виявлення мін кораблі оснащені системою обробки даних Thales Underwater Systems (в минулому Thomson Marconi) IBIS 43, гідролокаторами бокового огляду Thales Underwater Systems 2054 і двома дистанційно керованими підводними апаратами фірми Danyard. Кожен апарат оснащений ГАС 2054 і буксується на глибині до 200 м.
Як засоби електронної протидії кораблі оснащені системою попередження про радарне опромінення Thales Defence Sabre і постановником перешкод Thales Defence Cygnus.
Під час модернізації на кораблях змонтована система Terma DLS для запуску пасивних перешкод. Як боєприпаси служать 130-мм патрони Chimera фірми Chemring (радіолокаціонниі та інфрачервоні перешкоди). Система використовує пускові установки Nato Sea Gnat.

### Електронне обладнання
Перші 7 кораблів як оглядовий радар використовували двохкоординатний радар AWS-6 діапазону G фірми Selex Sistemi Integrati (колишня Alenia Marconi Systems). Наступні 7 кораблів були оснащені трьохкоординатною РЛС TRS-3D/16 G-діапазону компанії EADS Defence Electronics. TRS-3D/16 забезпечує виявлення цілей на відстані до 200 км. Крім того, є радар Terma Scanter Mil, що працює в діапазонах E/F та I/J. Навігацію забезпечує РЛС Furuno діапазону I.
У стандартній комплектації на кораблях встановлюють внутрішньокорпусну активну високочастотну ГАС Saab Systems CTS 36. Для протичовнових операцій додатково встановлюєть буксирувану ГАС Thales Underwater Systems TMS 2640.

## Перелік катерів проекту
Всього було побудовано 14 катерів цього проекту.
| #           | Назва                     | Закладено      | Спущено на воду | Прийнято у склад флоту | Виведено зі складу                                                                 | Міжнародний позивний | Призначення                                   |
| ----------- | ------------------------- | -------------- | --------------- | ---------------------- | ---------------------------------------------------------------------------------- | -------------------- | --------------------------------------------- |
| Перша серія |                           |                |                 |                        |                                                                                    |                      |                                               |
| P550        | Flyvefisken (Летюча риба) | 15 серпня 1985 | 26 квітня 1986  | 19 грудня 1989         | Проданий Литві, березень 2007 — LVS Zemaitis (P 11)                                | OVDA                 | MCM                                           |
| P551        | Hajen (Акула)             | лютий 1988     | 6 серпня 1989   | 19 серпня 1990         | Проданий Литві, березень 2007 — LVS Dzukas (P 12)                                  | OVDB                 | MCM                                           |
| P552        | Havkatten (Зубатка)       | серпня 1988    | 13 січня 1990   | 1 листопада 1990       | 12 січня 2012 — Проданий литві, 23 листопада 2016 — LVS Sėlis (P 15)               | OVDC                 | MCM                                           |
| P553        | Laxen (Лосось)            | березень 1988  | 20 травня 1990  | 12 березня 1991        | 7 жовтня 2010                                                                      | OVDD                 | MCM                                           |
| P554        | Makrelen (Макрель)        | грудень 1988   | 8 січня 1991    | 4 жовтня 1991          | 7 жовтня 2010                                                                      | OVDE                 | MCM                                           |
| P555        | Støren (Осетр)            | серпень 1989   | 1 вересня 1991  | 24 квітня 1992         | 7 жовтня 2010                                                                      | OVBF                 | MCM                                           |
| P556        | Sværdfisken (Риба-меч)    | -              | 1 вересня 1991  | 1 лютого 1992          | 2 серпня 2006, розібраний                                                          | OVDG                 | MCM                                           |
| Друга серія |                           |                |                 |                        |                                                                                    |                      |                                               |
| P557        | Glenten (Шулика)          | -              | 1992            | 1 лютого 1992          | 7 жовтня 2010 Проданий Португалії, жовтень 2014 — NRP Mondego (P 592)              | OVDH                 | Combat                                        |
| P558        | Gribben (Падальник)       | -              | 1992            | 1 липня 1993           | 7 жовтня 2010 Проданий Португалії, жовтень 2014 — як донор запасних частин корпуса | OVDI                 | Surveillance                                  |
| P559        | Lommen (Гагара)           | -              | 1993            | 21 січня 1994          | Проданий Литві, березень 2007 — LVS Aukstaitis (P 14)                              | OVDJ                 | Surveillance                                  |
| P560        | Ravnen (Крук)             | -              | 1994            | 7 жовтня 1994          | 7 жовтня 2010 Проданий Португалії, жовтень 2014 — NRP Douro (P 591)                | OVDK                 | Combat                                        |
| P561        | Skaden (Сорока звичайна)  | -              | 1994            | 10 квітня 1995         | 7 жовтня 2010 Проданий Португалії, жовтень 2014 — NRP Guadiana (P 593)             | OVDL                 | Combat                                        |
| P562        | Viben (Чайка)             | -              | 1995            | 15 січня 1996          | 7 жовтня 2010 Проданий Португалії, жовтень 2014 — NRP Tejo (P 590)                 | OVDM                 | Combat                                        |
| Третя серія |                           |                |                 |                        |                                                                                    |                      |                                               |
| P563 Y311   | Søløven (Морський лев)    | -              | 1995            | 27 травня 1996         | -                                                                                  | OVDN                 | Спостережний З 2012 — підтримка аквалангістів |

Основна відмінність між різними серіями полягає у рушійній системі. Друга серія не обладнана гідравлічною помпою, натомість має додатковий двигун, а третя серія має іще один додатковий двигун.

## Оператори
- Данія
  -  Королівські військово-морські сили Данії
- Литва
  -  Військово-морські сили Литви: В 2007 році було придбано три катери. 30 травня 2008 року був переданий Flyvefisken (P550) та перейменований у Žemaitis (P11), 23 січня 2009 року переданий Hajen (P551) та перейменований у Dzūkas (P12). 28 січня 2010 року переданий третій корабель, Lommen (P559) та перейменований у Aukštaitis (P14)[5].
- Португалія
  -  Військово-морські сили Португалії: в 2014 році було придбано чотири катера з метою заміни катерів типу «Cacine». В Португалії катери мали пройти модифікацію та отримати новий тип: «Tejo»[6]. 28 квітня 2015 року катери NRP Tejo (P590), NRP Douro (P591), NRP Mondego (P592), та NRP Guadiana (P593) були прийняті у склад флоту[7].

Можливі
- Україна у вересні 2018 року Стокгольмський інститут вивчення проблем миру (SIPRI) у щорічній книзі про експортні операції з продажу зброї повідомив про рішення Данського уряду продати Україні три катери цього проекту в конфігурації мінного тральщика[1][8]. Вартість угоди — трохи перевищує €100 млн[9].